# Géo, le mystérieux
Géo, le mystérieux ou La vraie richesse és una pel·lícula francesa dirigida per Germaine Dulac i estrenada el 18 de setembre de 1917.

## Argument
Monsieur Dorville, un industrial, fa una festa en honor del 20è aniversari de la seva filla Ginette. Però, de fet, Dorville s'arrisca a la ruïna si no trobava finançament ràpidament. Llavors presenta a la seva filla un home de negocis ric, Simon Lourdier, que s'enamora d'ella. Però la Ginette encara pensa en el seu amor d'infantesa, Georges Morland, sobrenomenat Geo, a qui Dorville havia rebutjat la mà de la seva filla perquè no tenia diners, fet que l'havia fet marxar als Estats Units a buscar or.
Géo torna inesperadament i es fa passar pl secretari d'un multimilionari nord-americà. Finalment, acaba revelant que ell és el multimilionari, salva a Dorville de la ruïna i es casa amb la Ginette.

## Repartiment
- Jacques Grétillat : Georges "Géo" Morland
- Jane Marken : Ginette Dorville
- Gastao Roxo : Henry
- Jacques Volnys : M. Dorville
- Amédée Rastrelli : Simon Lourdier
- Fred Janseme
- Tchan
- Ernest Amaury